# Матч за звание чемпиона мира по шахматам 1987
Матч на первенство мира по шахматам проходил с 12 октября по 19 декабря 1987 года в Севилье (Испания). Партии игрались в театре Лопе де Вега. Призовой фонд составил 2,8 миллиона швейцарских франков.
Помощники чемпиона мира Каспарова: И. Дорфман, А. Никитин, С. Долматов и международный мастер З. Азмайпарашвили. Секунданты Карпова, выигравшего Суперфинал претендентов 1987: гроссмейстеры И. Зайцев и К. Лернер, международные мастера М. Подгаец и Э. Убилава.
Главный арбитр — Герт Гейссен (Нидерланды).
Завершив матч вничью (+4 −4 =16), Каспаров сохранил звание чемпиона мира. Особым драматизмом отличалась концовка матча. Карпов выиграл 23 партию (последнюю, в которой он играл белыми) и вышел вперёд, однако Каспарову удалось «на заказ» выиграть последнюю партию матча и сохранить за собой титул чемпиона мира.

## Мнения известных шахматистов о матче
От нынешнего матча ожидали очень многого, ведь заканчивался трехлетний цикл единоборства двух сильнейших шахматистов мира. Поединок проходил в бескомпромиссной спортивной борьбе и заставил болельщиков поволноваться. Но творческий уровень партий не столь впечатляющий. Мне кажется, что оба участника находились под каким-то психологическим прессом и это мешало им продемонстрировать лучшие стороны своего творчества. В этом матче значительно меньше дебютных новинок и стратегических идей, чем в предыдущих.
Для меня загадка, почему два шахматиста такой громадной силы на этот раз не играют на уровне своих потенциальных возможностей.В. Цешковский
На мой взгляд, прошлогодний матч-реванш по всем показателям стоит в ряду самых выдающихся соревнований за мировую шахматную корону. И надо прямо сказать, нынешний поединок не оставит такой значительный след в шахматах.
Конечно, можно выделить 4-ю партию, которую уверенно выиграл чемпион мира, 7-ю, отличающуюся острой драматургией. Но число ошибок, просчетов превышает то, что мы видели в предыдущих матчах.Л. Псахис
Этот матч наглядно показывает, что многие решения ФИДЕ в последние годы оказались неплодотворными. Столь долгое соперничество двух сильнейших шахматистов планеты отрицательно сказывается на качестве их игры. В нынешнем поединке психологические моменты особенно выступали на первый план. Только колоссальным нервным напряжением можно объяснить срыв Карпова в 11-й партии.
Оба соперника не балуют нас разнообразием дебютов. За три года у них, видимо, творческие «закрома» поистощились.Н. Рашковский
Еще никому не удавалось провести матч, в котором решается судьба шахматной короны, на одном уровне. Подъемы и спады в игре то одного, то другого соперника неизбежны. Очевидно, что проведя за доской вместе столь длительное время, Карпову и Каспарову все труднее играть друг с другом. Самые разнообразные знания друг о друге все больше расширяют проблему поиска уязвимого места у соперника. И вот, избавляясь от недостатков, они вдруг спотыкаются на ровном месте. И перед каждой партией вопрос: какой избрать дебют?
Резко возросли психологические нагрузки. Обычно невозмутимый и хладнокровный Карпов вдруг допускает несвойственные ему просчеты. Проявляет себя и эмоциональность Каспарова, хотя, на мой взгляд, происходит это скорее внешне.Ю. Балашов

## Таблица матча
| №           | Участники        | Рейтинг     | 1     | 2     | 3     | 4     | 5     | 6     | 7     | 8    | 9     | 10    | 11    | 12    |
| ----------- | ---------------- | ----------- | ----- | ----- | ----- | ----- | ----- | ----- | ----- | ---- | ----- | ----- | ----- | ----- |
| 1           | Каспаров, Гарри  | 2740        | ½     | 0     | ½     | 1     | 0     | ½     | ½     | 1    | ½     | ½     | 1     | ½     |
| 2           | Карпов, Анатолий | 2700        | ½     | 1     | ½     | 0     | 1     | ½     | ½     | 0    | ½     | ½     | 0     | ½     |
| Игровые дни | Игровые дни      | Игровые дни | 12.10 | 14.10 | 16.10 | 19.10 | 23.10 | 26.10 | 30.11 | 2.11 | 4.11  | 6.11  | 9.11  | 11.11 |
| №           | Участники        | 13          | 14    | 15    | 16    | 17    | 18    | 19    | 20    | 21   | 22    | 23    | 24    | Очки  |
| 1           | Каспаров, Гарри  | ½           | ½     | ½     | 0     | ½     | ½     | ½     | ½     | ½    | ½     | 0     | 1     | 12    |
| 2           | Карпов, Анатолий | ½           | ½     | ½     | 1     | ½     | ½     | ½     | ½     | ½    | ½     | 1     | 0     | 12    |
| Игровые дни | Игровые дни      | 13.11       | 16.11 | 20.11 | 23.11 | 25.11 | 30.11 | 2.12  | 4.12  | 7.12 | 11.12 | 16.12 | 18.12 |       |

## Статистика по дебютам
| Дебют                 | Всего партий | Номера партий                     |
| Защита Грюнфельда     | 10           | 1, 3, 5, 7, 9, 11, 13, 15, 21, 23 |
| Английское начало     | 6            | 2, 4, 6, 8, 16, 24                |
| Ферзевый гамбит       | 5            | 12, 18, 19, 20, 22                |
| Защита Каро — Канн    | 2            | 10, 14                            |
| Староиндийская защита | 1            | 17                                |

## Примечательные партии

### Каспаров — Карпов. Севилья, Испания, 18.12.1987 г.
|   | a | b | c | d | e | f | g | h |   |
| - | --- | --- | --- | --- | --- | --- | --- | --- | - |
| 8 | c8 чёрный конь · g8 чёрный король · a7 чёрный ферзь · f7 чёрная пешка · g7 чёрная пешка · b6 чёрная пешка · e6 чёрная пешка · h6 чёрная пешка · e5 белый конь · a4 чёрный конь · e3 белая пешка · f3 белый слон · g3 белая пешка · f2 белая пешка · h2 белая пешка · d1 белый ферзь · g1 белый король | c8 чёрный конь · g8 чёрный король · a7 чёрный ферзь · f7 чёрная пешка · g7 чёрная пешка · b6 чёрная пешка · e6 чёрная пешка · h6 чёрная пешка · e5 белый конь · a4 чёрный конь · e3 белая пешка · f3 белый слон · g3 белая пешка · f2 белая пешка · h2 белая пешка · d1 белый ферзь · g1 белый король | c8 чёрный конь · g8 чёрный король · a7 чёрный ферзь · f7 чёрная пешка · g7 чёрная пешка · b6 чёрная пешка · e6 чёрная пешка · h6 чёрная пешка · e5 белый конь · a4 чёрный конь · e3 белая пешка · f3 белый слон · g3 белая пешка · f2 белая пешка · h2 белая пешка · d1 белый ферзь · g1 белый король | c8 чёрный конь · g8 чёрный король · a7 чёрный ферзь · f7 чёрная пешка · g7 чёрная пешка · b6 чёрная пешка · e6 чёрная пешка · h6 чёрная пешка · e5 белый конь · a4 чёрный конь · e3 белая пешка · f3 белый слон · g3 белая пешка · f2 белая пешка · h2 белая пешка · d1 белый ферзь · g1 белый король | c8 чёрный конь · g8 чёрный король · a7 чёрный ферзь · f7 чёрная пешка · g7 чёрная пешка · b6 чёрная пешка · e6 чёрная пешка · h6 чёрная пешка · e5 белый конь · a4 чёрный конь · e3 белая пешка · f3 белый слон · g3 белая пешка · f2 белая пешка · h2 белая пешка · d1 белый ферзь · g1 белый король | c8 чёрный конь · g8 чёрный король · a7 чёрный ферзь · f7 чёрная пешка · g7 чёрная пешка · b6 чёрная пешка · e6 чёрная пешка · h6 чёрная пешка · e5 белый конь · a4 чёрный конь · e3 белая пешка · f3 белый слон · g3 белая пешка · f2 белая пешка · h2 белая пешка · d1 белый ферзь · g1 белый король | c8 чёрный конь · g8 чёрный король · a7 чёрный ферзь · f7 чёрная пешка · g7 чёрная пешка · b6 чёрная пешка · e6 чёрная пешка · h6 чёрная пешка · e5 белый конь · a4 чёрный конь · e3 белая пешка · f3 белый слон · g3 белая пешка · f2 белая пешка · h2 белая пешка · d1 белый ферзь · g1 белый король | c8 чёрный конь · g8 чёрный король · a7 чёрный ферзь · f7 чёрная пешка · g7 чёрная пешка · b6 чёрная пешка · e6 чёрная пешка · h6 чёрная пешка · e5 белый конь · a4 чёрный конь · e3 белая пешка · f3 белый слон · g3 белая пешка · f2 белая пешка · h2 белая пешка · d1 белый ферзь · g1 белый король | 8 |
| 7 | c8 чёрный конь · g8 чёрный король · a7 чёрный ферзь · f7 чёрная пешка · g7 чёрная пешка · b6 чёрная пешка · e6 чёрная пешка · h6 чёрная пешка · e5 белый конь · a4 чёрный конь · e3 белая пешка · f3 белый слон · g3 белая пешка · f2 белая пешка · h2 белая пешка · d1 белый ферзь · g1 белый король | c8 чёрный конь · g8 чёрный король · a7 чёрный ферзь · f7 чёрная пешка · g7 чёрная пешка · b6 чёрная пешка · e6 чёрная пешка · h6 чёрная пешка · e5 белый конь · a4 чёрный конь · e3 белая пешка · f3 белый слон · g3 белая пешка · f2 белая пешка · h2 белая пешка · d1 белый ферзь · g1 белый король | c8 чёрный конь · g8 чёрный король · a7 чёрный ферзь · f7 чёрная пешка · g7 чёрная пешка · b6 чёрная пешка · e6 чёрная пешка · h6 чёрная пешка · e5 белый конь · a4 чёрный конь · e3 белая пешка · f3 белый слон · g3 белая пешка · f2 белая пешка · h2 белая пешка · d1 белый ферзь · g1 белый король | c8 чёрный конь · g8 чёрный король · a7 чёрный ферзь · f7 чёрная пешка · g7 чёрная пешка · b6 чёрная пешка · e6 чёрная пешка · h6 чёрная пешка · e5 белый конь · a4 чёрный конь · e3 белая пешка · f3 белый слон · g3 белая пешка · f2 белая пешка · h2 белая пешка · d1 белый ферзь · g1 белый король | c8 чёрный конь · g8 чёрный король · a7 чёрный ферзь · f7 чёрная пешка · g7 чёрная пешка · b6 чёрная пешка · e6 чёрная пешка · h6 чёрная пешка · e5 белый конь · a4 чёрный конь · e3 белая пешка · f3 белый слон · g3 белая пешка · f2 белая пешка · h2 белая пешка · d1 белый ферзь · g1 белый король | c8 чёрный конь · g8 чёрный король · a7 чёрный ферзь · f7 чёрная пешка · g7 чёрная пешка · b6 чёрная пешка · e6 чёрная пешка · h6 чёрная пешка · e5 белый конь · a4 чёрный конь · e3 белая пешка · f3 белый слон · g3 белая пешка · f2 белая пешка · h2 белая пешка · d1 белый ферзь · g1 белый король | c8 чёрный конь · g8 чёрный король · a7 чёрный ферзь · f7 чёрная пешка · g7 чёрная пешка · b6 чёрная пешка · e6 чёрная пешка · h6 чёрная пешка · e5 белый конь · a4 чёрный конь · e3 белая пешка · f3 белый слон · g3 белая пешка · f2 белая пешка · h2 белая пешка · d1 белый ферзь · g1 белый король | c8 чёрный конь · g8 чёрный король · a7 чёрный ферзь · f7 чёрная пешка · g7 чёрная пешка · b6 чёрная пешка · e6 чёрная пешка · h6 чёрная пешка · e5 белый конь · a4 чёрный конь · e3 белая пешка · f3 белый слон · g3 белая пешка · f2 белая пешка · h2 белая пешка · d1 белый ферзь · g1 белый король | 7 |
| 6 | c8 чёрный конь · g8 чёрный король · a7 чёрный ферзь · f7 чёрная пешка · g7 чёрная пешка · b6 чёрная пешка · e6 чёрная пешка · h6 чёрная пешка · e5 белый конь · a4 чёрный конь · e3 белая пешка · f3 белый слон · g3 белая пешка · f2 белая пешка · h2 белая пешка · d1 белый ферзь · g1 белый король | c8 чёрный конь · g8 чёрный король · a7 чёрный ферзь · f7 чёрная пешка · g7 чёрная пешка · b6 чёрная пешка · e6 чёрная пешка · h6 чёрная пешка · e5 белый конь · a4 чёрный конь · e3 белая пешка · f3 белый слон · g3 белая пешка · f2 белая пешка · h2 белая пешка · d1 белый ферзь · g1 белый король | c8 чёрный конь · g8 чёрный король · a7 чёрный ферзь · f7 чёрная пешка · g7 чёрная пешка · b6 чёрная пешка · e6 чёрная пешка · h6 чёрная пешка · e5 белый конь · a4 чёрный конь · e3 белая пешка · f3 белый слон · g3 белая пешка · f2 белая пешка · h2 белая пешка · d1 белый ферзь · g1 белый король | c8 чёрный конь · g8 чёрный король · a7 чёрный ферзь · f7 чёрная пешка · g7 чёрная пешка · b6 чёрная пешка · e6 чёрная пешка · h6 чёрная пешка · e5 белый конь · a4 чёрный конь · e3 белая пешка · f3 белый слон · g3 белая пешка · f2 белая пешка · h2 белая пешка · d1 белый ферзь · g1 белый король | c8 чёрный конь · g8 чёрный король · a7 чёрный ферзь · f7 чёрная пешка · g7 чёрная пешка · b6 чёрная пешка · e6 чёрная пешка · h6 чёрная пешка · e5 белый конь · a4 чёрный конь · e3 белая пешка · f3 белый слон · g3 белая пешка · f2 белая пешка · h2 белая пешка · d1 белый ферзь · g1 белый король | c8 чёрный конь · g8 чёрный король · a7 чёрный ферзь · f7 чёрная пешка · g7 чёрная пешка · b6 чёрная пешка · e6 чёрная пешка · h6 чёрная пешка · e5 белый конь · a4 чёрный конь · e3 белая пешка · f3 белый слон · g3 белая пешка · f2 белая пешка · h2 белая пешка · d1 белый ферзь · g1 белый король | c8 чёрный конь · g8 чёрный король · a7 чёрный ферзь · f7 чёрная пешка · g7 чёрная пешка · b6 чёрная пешка · e6 чёрная пешка · h6 чёрная пешка · e5 белый конь · a4 чёрный конь · e3 белая пешка · f3 белый слон · g3 белая пешка · f2 белая пешка · h2 белая пешка · d1 белый ферзь · g1 белый король | c8 чёрный конь · g8 чёрный король · a7 чёрный ферзь · f7 чёрная пешка · g7 чёрная пешка · b6 чёрная пешка · e6 чёрная пешка · h6 чёрная пешка · e5 белый конь · a4 чёрный конь · e3 белая пешка · f3 белый слон · g3 белая пешка · f2 белая пешка · h2 белая пешка · d1 белый ферзь · g1 белый король | 6 |
| 5 | c8 чёрный конь · g8 чёрный король · a7 чёрный ферзь · f7 чёрная пешка · g7 чёрная пешка · b6 чёрная пешка · e6 чёрная пешка · h6 чёрная пешка · e5 белый конь · a4 чёрный конь · e3 белая пешка · f3 белый слон · g3 белая пешка · f2 белая пешка · h2 белая пешка · d1 белый ферзь · g1 белый король | c8 чёрный конь · g8 чёрный король · a7 чёрный ферзь · f7 чёрная пешка · g7 чёрная пешка · b6 чёрная пешка · e6 чёрная пешка · h6 чёрная пешка · e5 белый конь · a4 чёрный конь · e3 белая пешка · f3 белый слон · g3 белая пешка · f2 белая пешка · h2 белая пешка · d1 белый ферзь · g1 белый король | c8 чёрный конь · g8 чёрный король · a7 чёрный ферзь · f7 чёрная пешка · g7 чёрная пешка · b6 чёрная пешка · e6 чёрная пешка · h6 чёрная пешка · e5 белый конь · a4 чёрный конь · e3 белая пешка · f3 белый слон · g3 белая пешка · f2 белая пешка · h2 белая пешка · d1 белый ферзь · g1 белый король | c8 чёрный конь · g8 чёрный король · a7 чёрный ферзь · f7 чёрная пешка · g7 чёрная пешка · b6 чёрная пешка · e6 чёрная пешка · h6 чёрная пешка · e5 белый конь · a4 чёрный конь · e3 белая пешка · f3 белый слон · g3 белая пешка · f2 белая пешка · h2 белая пешка · d1 белый ферзь · g1 белый король | c8 чёрный конь · g8 чёрный король · a7 чёрный ферзь · f7 чёрная пешка · g7 чёрная пешка · b6 чёрная пешка · e6 чёрная пешка · h6 чёрная пешка · e5 белый конь · a4 чёрный конь · e3 белая пешка · f3 белый слон · g3 белая пешка · f2 белая пешка · h2 белая пешка · d1 белый ферзь · g1 белый король | c8 чёрный конь · g8 чёрный король · a7 чёрный ферзь · f7 чёрная пешка · g7 чёрная пешка · b6 чёрная пешка · e6 чёрная пешка · h6 чёрная пешка · e5 белый конь · a4 чёрный конь · e3 белая пешка · f3 белый слон · g3 белая пешка · f2 белая пешка · h2 белая пешка · d1 белый ферзь · g1 белый король | c8 чёрный конь · g8 чёрный король · a7 чёрный ферзь · f7 чёрная пешка · g7 чёрная пешка · b6 чёрная пешка · e6 чёрная пешка · h6 чёрная пешка · e5 белый конь · a4 чёрный конь · e3 белая пешка · f3 белый слон · g3 белая пешка · f2 белая пешка · h2 белая пешка · d1 белый ферзь · g1 белый король | c8 чёрный конь · g8 чёрный король · a7 чёрный ферзь · f7 чёрная пешка · g7 чёрная пешка · b6 чёрная пешка · e6 чёрная пешка · h6 чёрная пешка · e5 белый конь · a4 чёрный конь · e3 белая пешка · f3 белый слон · g3 белая пешка · f2 белая пешка · h2 белая пешка · d1 белый ферзь · g1 белый король | 5 |
| 4 | c8 чёрный конь · g8 чёрный король · a7 чёрный ферзь · f7 чёрная пешка · g7 чёрная пешка · b6 чёрная пешка · e6 чёрная пешка · h6 чёрная пешка · e5 белый конь · a4 чёрный конь · e3 белая пешка · f3 белый слон · g3 белая пешка · f2 белая пешка · h2 белая пешка · d1 белый ферзь · g1 белый король | c8 чёрный конь · g8 чёрный король · a7 чёрный ферзь · f7 чёрная пешка · g7 чёрная пешка · b6 чёрная пешка · e6 чёрная пешка · h6 чёрная пешка · e5 белый конь · a4 чёрный конь · e3 белая пешка · f3 белый слон · g3 белая пешка · f2 белая пешка · h2 белая пешка · d1 белый ферзь · g1 белый король | c8 чёрный конь · g8 чёрный король · a7 чёрный ферзь · f7 чёрная пешка · g7 чёрная пешка · b6 чёрная пешка · e6 чёрная пешка · h6 чёрная пешка · e5 белый конь · a4 чёрный конь · e3 белая пешка · f3 белый слон · g3 белая пешка · f2 белая пешка · h2 белая пешка · d1 белый ферзь · g1 белый король | c8 чёрный конь · g8 чёрный король · a7 чёрный ферзь · f7 чёрная пешка · g7 чёрная пешка · b6 чёрная пешка · e6 чёрная пешка · h6 чёрная пешка · e5 белый конь · a4 чёрный конь · e3 белая пешка · f3 белый слон · g3 белая пешка · f2 белая пешка · h2 белая пешка · d1 белый ферзь · g1 белый король | c8 чёрный конь · g8 чёрный король · a7 чёрный ферзь · f7 чёрная пешка · g7 чёрная пешка · b6 чёрная пешка · e6 чёрная пешка · h6 чёрная пешка · e5 белый конь · a4 чёрный конь · e3 белая пешка · f3 белый слон · g3 белая пешка · f2 белая пешка · h2 белая пешка · d1 белый ферзь · g1 белый король | c8 чёрный конь · g8 чёрный король · a7 чёрный ферзь · f7 чёрная пешка · g7 чёрная пешка · b6 чёрная пешка · e6 чёрная пешка · h6 чёрная пешка · e5 белый конь · a4 чёрный конь · e3 белая пешка · f3 белый слон · g3 белая пешка · f2 белая пешка · h2 белая пешка · d1 белый ферзь · g1 белый король | c8 чёрный конь · g8 чёрный король · a7 чёрный ферзь · f7 чёрная пешка · g7 чёрная пешка · b6 чёрная пешка · e6 чёрная пешка · h6 чёрная пешка · e5 белый конь · a4 чёрный конь · e3 белая пешка · f3 белый слон · g3 белая пешка · f2 белая пешка · h2 белая пешка · d1 белый ферзь · g1 белый король | c8 чёрный конь · g8 чёрный король · a7 чёрный ферзь · f7 чёрная пешка · g7 чёрная пешка · b6 чёрная пешка · e6 чёрная пешка · h6 чёрная пешка · e5 белый конь · a4 чёрный конь · e3 белая пешка · f3 белый слон · g3 белая пешка · f2 белая пешка · h2 белая пешка · d1 белый ферзь · g1 белый король | 4 |
| 3 | c8 чёрный конь · g8 чёрный король · a7 чёрный ферзь · f7 чёрная пешка · g7 чёрная пешка · b6 чёрная пешка · e6 чёрная пешка · h6 чёрная пешка · e5 белый конь · a4 чёрный конь · e3 белая пешка · f3 белый слон · g3 белая пешка · f2 белая пешка · h2 белая пешка · d1 белый ферзь · g1 белый король | c8 чёрный конь · g8 чёрный король · a7 чёрный ферзь · f7 чёрная пешка · g7 чёрная пешка · b6 чёрная пешка · e6 чёрная пешка · h6 чёрная пешка · e5 белый конь · a4 чёрный конь · e3 белая пешка · f3 белый слон · g3 белая пешка · f2 белая пешка · h2 белая пешка · d1 белый ферзь · g1 белый король | c8 чёрный конь · g8 чёрный король · a7 чёрный ферзь · f7 чёрная пешка · g7 чёрная пешка · b6 чёрная пешка · e6 чёрная пешка · h6 чёрная пешка · e5 белый конь · a4 чёрный конь · e3 белая пешка · f3 белый слон · g3 белая пешка · f2 белая пешка · h2 белая пешка · d1 белый ферзь · g1 белый король | c8 чёрный конь · g8 чёрный король · a7 чёрный ферзь · f7 чёрная пешка · g7 чёрная пешка · b6 чёрная пешка · e6 чёрная пешка · h6 чёрная пешка · e5 белый конь · a4 чёрный конь · e3 белая пешка · f3 белый слон · g3 белая пешка · f2 белая пешка · h2 белая пешка · d1 белый ферзь · g1 белый король | c8 чёрный конь · g8 чёрный король · a7 чёрный ферзь · f7 чёрная пешка · g7 чёрная пешка · b6 чёрная пешка · e6 чёрная пешка · h6 чёрная пешка · e5 белый конь · a4 чёрный конь · e3 белая пешка · f3 белый слон · g3 белая пешка · f2 белая пешка · h2 белая пешка · d1 белый ферзь · g1 белый король | c8 чёрный конь · g8 чёрный король · a7 чёрный ферзь · f7 чёрная пешка · g7 чёрная пешка · b6 чёрная пешка · e6 чёрная пешка · h6 чёрная пешка · e5 белый конь · a4 чёрный конь · e3 белая пешка · f3 белый слон · g3 белая пешка · f2 белая пешка · h2 белая пешка · d1 белый ферзь · g1 белый король | c8 чёрный конь · g8 чёрный король · a7 чёрный ферзь · f7 чёрная пешка · g7 чёрная пешка · b6 чёрная пешка · e6 чёрная пешка · h6 чёрная пешка · e5 белый конь · a4 чёрный конь · e3 белая пешка · f3 белый слон · g3 белая пешка · f2 белая пешка · h2 белая пешка · d1 белый ферзь · g1 белый король | c8 чёрный конь · g8 чёрный король · a7 чёрный ферзь · f7 чёрная пешка · g7 чёрная пешка · b6 чёрная пешка · e6 чёрная пешка · h6 чёрная пешка · e5 белый конь · a4 чёрный конь · e3 белая пешка · f3 белый слон · g3 белая пешка · f2 белая пешка · h2 белая пешка · d1 белый ферзь · g1 белый король | 3 |
| 2 | c8 чёрный конь · g8 чёрный король · a7 чёрный ферзь · f7 чёрная пешка · g7 чёрная пешка · b6 чёрная пешка · e6 чёрная пешка · h6 чёрная пешка · e5 белый конь · a4 чёрный конь · e3 белая пешка · f3 белый слон · g3 белая пешка · f2 белая пешка · h2 белая пешка · d1 белый ферзь · g1 белый король | c8 чёрный конь · g8 чёрный король · a7 чёрный ферзь · f7 чёрная пешка · g7 чёрная пешка · b6 чёрная пешка · e6 чёрная пешка · h6 чёрная пешка · e5 белый конь · a4 чёрный конь · e3 белая пешка · f3 белый слон · g3 белая пешка · f2 белая пешка · h2 белая пешка · d1 белый ферзь · g1 белый король | c8 чёрный конь · g8 чёрный король · a7 чёрный ферзь · f7 чёрная пешка · g7 чёрная пешка · b6 чёрная пешка · e6 чёрная пешка · h6 чёрная пешка · e5 белый конь · a4 чёрный конь · e3 белая пешка · f3 белый слон · g3 белая пешка · f2 белая пешка · h2 белая пешка · d1 белый ферзь · g1 белый король | c8 чёрный конь · g8 чёрный король · a7 чёрный ферзь · f7 чёрная пешка · g7 чёрная пешка · b6 чёрная пешка · e6 чёрная пешка · h6 чёрная пешка · e5 белый конь · a4 чёрный конь · e3 белая пешка · f3 белый слон · g3 белая пешка · f2 белая пешка · h2 белая пешка · d1 белый ферзь · g1 белый король | c8 чёрный конь · g8 чёрный король · a7 чёрный ферзь · f7 чёрная пешка · g7 чёрная пешка · b6 чёрная пешка · e6 чёрная пешка · h6 чёрная пешка · e5 белый конь · a4 чёрный конь · e3 белая пешка · f3 белый слон · g3 белая пешка · f2 белая пешка · h2 белая пешка · d1 белый ферзь · g1 белый король | c8 чёрный конь · g8 чёрный король · a7 чёрный ферзь · f7 чёрная пешка · g7 чёрная пешка · b6 чёрная пешка · e6 чёрная пешка · h6 чёрная пешка · e5 белый конь · a4 чёрный конь · e3 белая пешка · f3 белый слон · g3 белая пешка · f2 белая пешка · h2 белая пешка · d1 белый ферзь · g1 белый король | c8 чёрный конь · g8 чёрный король · a7 чёрный ферзь · f7 чёрная пешка · g7 чёрная пешка · b6 чёрная пешка · e6 чёрная пешка · h6 чёрная пешка · e5 белый конь · a4 чёрный конь · e3 белая пешка · f3 белый слон · g3 белая пешка · f2 белая пешка · h2 белая пешка · d1 белый ферзь · g1 белый король | c8 чёрный конь · g8 чёрный король · a7 чёрный ферзь · f7 чёрная пешка · g7 чёрная пешка · b6 чёрная пешка · e6 чёрная пешка · h6 чёрная пешка · e5 белый конь · a4 чёрный конь · e3 белая пешка · f3 белый слон · g3 белая пешка · f2 белая пешка · h2 белая пешка · d1 белый ферзь · g1 белый король | 2 |
| 1 | c8 чёрный конь · g8 чёрный король · a7 чёрный ферзь · f7 чёрная пешка · g7 чёрная пешка · b6 чёрная пешка · e6 чёрная пешка · h6 чёрная пешка · e5 белый конь · a4 чёрный конь · e3 белая пешка · f3 белый слон · g3 белая пешка · f2 белая пешка · h2 белая пешка · d1 белый ферзь · g1 белый король | c8 чёрный конь · g8 чёрный король · a7 чёрный ферзь · f7 чёрная пешка · g7 чёрная пешка · b6 чёрная пешка · e6 чёрная пешка · h6 чёрная пешка · e5 белый конь · a4 чёрный конь · e3 белая пешка · f3 белый слон · g3 белая пешка · f2 белая пешка · h2 белая пешка · d1 белый ферзь · g1 белый король | c8 чёрный конь · g8 чёрный король · a7 чёрный ферзь · f7 чёрная пешка · g7 чёрная пешка · b6 чёрная пешка · e6 чёрная пешка · h6 чёрная пешка · e5 белый конь · a4 чёрный конь · e3 белая пешка · f3 белый слон · g3 белая пешка · f2 белая пешка · h2 белая пешка · d1 белый ферзь · g1 белый король | c8 чёрный конь · g8 чёрный король · a7 чёрный ферзь · f7 чёрная пешка · g7 чёрная пешка · b6 чёрная пешка · e6 чёрная пешка · h6 чёрная пешка · e5 белый конь · a4 чёрный конь · e3 белая пешка · f3 белый слон · g3 белая пешка · f2 белая пешка · h2 белая пешка · d1 белый ферзь · g1 белый король | c8 чёрный конь · g8 чёрный король · a7 чёрный ферзь · f7 чёрная пешка · g7 чёрная пешка · b6 чёрная пешка · e6 чёрная пешка · h6 чёрная пешка · e5 белый конь · a4 чёрный конь · e3 белая пешка · f3 белый слон · g3 белая пешка · f2 белая пешка · h2 белая пешка · d1 белый ферзь · g1 белый король | c8 чёрный конь · g8 чёрный король · a7 чёрный ферзь · f7 чёрная пешка · g7 чёрная пешка · b6 чёрная пешка · e6 чёрная пешка · h6 чёрная пешка · e5 белый конь · a4 чёрный конь · e3 белая пешка · f3 белый слон · g3 белая пешка · f2 белая пешка · h2 белая пешка · d1 белый ферзь · g1 белый король | c8 чёрный конь · g8 чёрный король · a7 чёрный ферзь · f7 чёрная пешка · g7 чёрная пешка · b6 чёрная пешка · e6 чёрная пешка · h6 чёрная пешка · e5 белый конь · a4 чёрный конь · e3 белая пешка · f3 белый слон · g3 белая пешка · f2 белая пешка · h2 белая пешка · d1 белый ферзь · g1 белый король | c8 чёрный конь · g8 чёрный король · a7 чёрный ферзь · f7 чёрная пешка · g7 чёрная пешка · b6 чёрная пешка · e6 чёрная пешка · h6 чёрная пешка · e5 белый конь · a4 чёрный конь · e3 белая пешка · f3 белый слон · g3 белая пешка · f2 белая пешка · h2 белая пешка · d1 белый ферзь · g1 белый король | 1 |
|   | a | b | c | d | e | f | g | h |   |

1. c4 e6 2. Кf3 Кf6 3. g3 d5 4. b3 Сe7 5. Сg2 O-O 6. O-O b6 7. Сb2 Сb7 8. e3 Кbd7 9. Кc3 Кe4 10. Кe2 a5 11. d3 Сf6 12. Фc2 С:b2 13. Ф:b2 Кd6 14. cd С:d5 15. d4 c5 16. Лfd1 Лc8 17. Кf4 С:f3 18. С:f3 Фe7 19. Лac1 Лfd8 20. dc К:c5 21. b4 ab 22. Ф:b4 Фa7 23. a3 Кf5 24. Лb1 Л:d1+ 25. Л:d1 Фc7 26. Кd3 h6 27. Лc1 Кe7 28. Фb5 Кf5 29. a4 Кd6 30. Фb1 Фa7 31. Кe5 К:a4 32. Л:c8+ К:c8 33. Фd1 (см. диаграмму)
33 …Кe7? (к ничьей вело 33 …Кс5!) 34. Фd8+ Крh7 35. К:f7 Кg6 36. Фe8 Фe7 37. Ф:a4 Ф:f7 38. Сe4 Крg8 39. Фb5 Кf8 40. Ф:b6, и белые добились победы на 64-м ходу.